# مونی
مونی شهری در شهرستان یاهو در استان باله در بورکینافاسوی جنوبی است و جمعیت آن ۱۰۲۰ نفر است.